# Bauyrżan Orazgalijew
Bauyrżan Amangeldyuły Orazgalijew (kaz. Бауыржан Амангелдыұлы Оразғалиев; ros. Бауыржан Амангельдович Оразгалиев; ur. 28 lutego 1985) – kazachski zapaśnik w stylu wolnym. Dwukrotny olimpijczyk. Dziewiętnasty na Igrzyskach w Atenach 2004 w kategorii 55 kg. Dwunasty w Pekinie 2008 w kategorii 60 kg.
Dwukrotny uczestnik Mistrzostw Świata, dziewiąty w 2003. Piąty na Igrzyskach Azjatyckich w 2006. Brązowy medal na Mistrzostwach Azji w 2006.